# Jihoarabský protektorát
Jihoarabský protektorát (arabsky محمية عدن‎, anglicky Protectorate of South Arabia) byl britský protektorát, který existoval v letech 1963 až 1967 na jihu Arabského poloostrova. Skládal se ze čtyř států Kuejtí, Kasírí, Mahra a exklávy Horní Jafa, kterým Britové poskytovali ochranu.

## Dějiny
Od roku 1832 v oblasti operovali Britové, kteří je kontrolovali ze strategického přístavu Aden a na velké části jižního Jemenu ustanovili v roce 1886 Adenský protektorát. V roce 1937 jej rozdělili na dva Západoadenský a Východoadenský.
Jihoarabský protektorát byl vytvořen 18. ledna 1963 ze tří států Východoadenského protektorátu v oblasti Hadramautu (Kuejtí, Kasírí, Mahra), které se nestaly členy Jihoarabská federace a navíc se připojil stát Horní Jafa, který náležel k Západoadenskému protektorátu.
Po dobu existence Jihoarabského protektorátu operovala na jeho území národně osvobozenecká fronta, která boj proti koloniální vládě zahájila 14. října 1963 povstáním v pohoří Radfan. Následně 11. prosince 1963 přijalo Valné shromáždění OSN z iniciativy Sovětského svazu rezoluci číslo 1949, která uznala právo obyvatel někdejšího Adenského protektorátu na svobodu a nezávislost. 2. října 1965 proběhly demonstrace proti kolonizační správě Spojeného království a 5. listopadu 1965 rezoluce Valného shromáždění OSN č. 2023 deklarovala jednotu území původního Adenského protektorátu. V roce 1967 už byla situace v důsledku jejích akcí povstalců a v souvislosti se Suezskou krizí ze strany Spojeného království neudržitelná a 19. června britský ministr zahraničních věcí George Brown slíbil Jižnímu Jemenu nezávislost k 9. lednu 1968. Nicméně povstalci postupovali rychleji. Kromě některých států Jihoarabské federace začali obsazovat i území Jihoarabského protektorátu a 2. září 1967 obsadili státy Horní Jafa a Kasírí. 14. září obsadili stát Mahra a uvěznili místního sultána. 16. září se sultán státu Kuejtí vzdal trůnu a po něm povstalci převzali moc. 2. listopadu nejvyšší britský komisař pro Aden Humphrey Trevelyan vyhlásil posun vyhlášení nezávislosti Jižního Jemenu na konec listopadu a 14. listopadu to potvrdil i George Brown. 26. listopadu 1967 byla vyhlášena Jihojemenská lidová republika a 30. listopadu opustil Aden poslední britský voják.
V roce 1990 se Jižní a Severní Jemen spojily do Jemenské republiky. Západní část někdejšího Jihoarabského protektorátu se po 16. dubnu 2015 po bitvě o Mukallu dostala pod kontrolu militantní islamistické organizace Al-Kajdá na Arabském poloostrově. Jedná se o území někdejších států Kasírí a Kuejtí.